# Nonvlinder
De nonvlinder (Lymantria monacha), ook wel nonnetje, is een nachtvlinder uit de familie van de spinneruilen (Erebidae) en de onderfamilie van de donsvlinders (Lymantriinae). 
De vlinder heeft een voorvleugellengte van 18 tot 20 millimeter voor de mannetjes, en 20 tot 28 millimeter voor de vrouwtjes. De grondkleur kan variëren van roomwit tot vrijwel zwart. De soort overwintert als ei.

## Waardplanten
De nonvlinder heeft diverse naaldbomen, maar ook loofbomen, met name eik, en struiken als waardplant. De eitjes worden afgezet onder de bast en in spleten van bomen.

## Voorkomen
De soort komt in het gehele Palearctisch gebied voor.
De nonvlinder is in Nederland en België een niet zo gewone soort, dit terwijl de soort vroeger behoorlijke schade in naaldbossen aanrichtte. De vliegtijd is van halverwege juni tot halverwege oktober in één generatie.

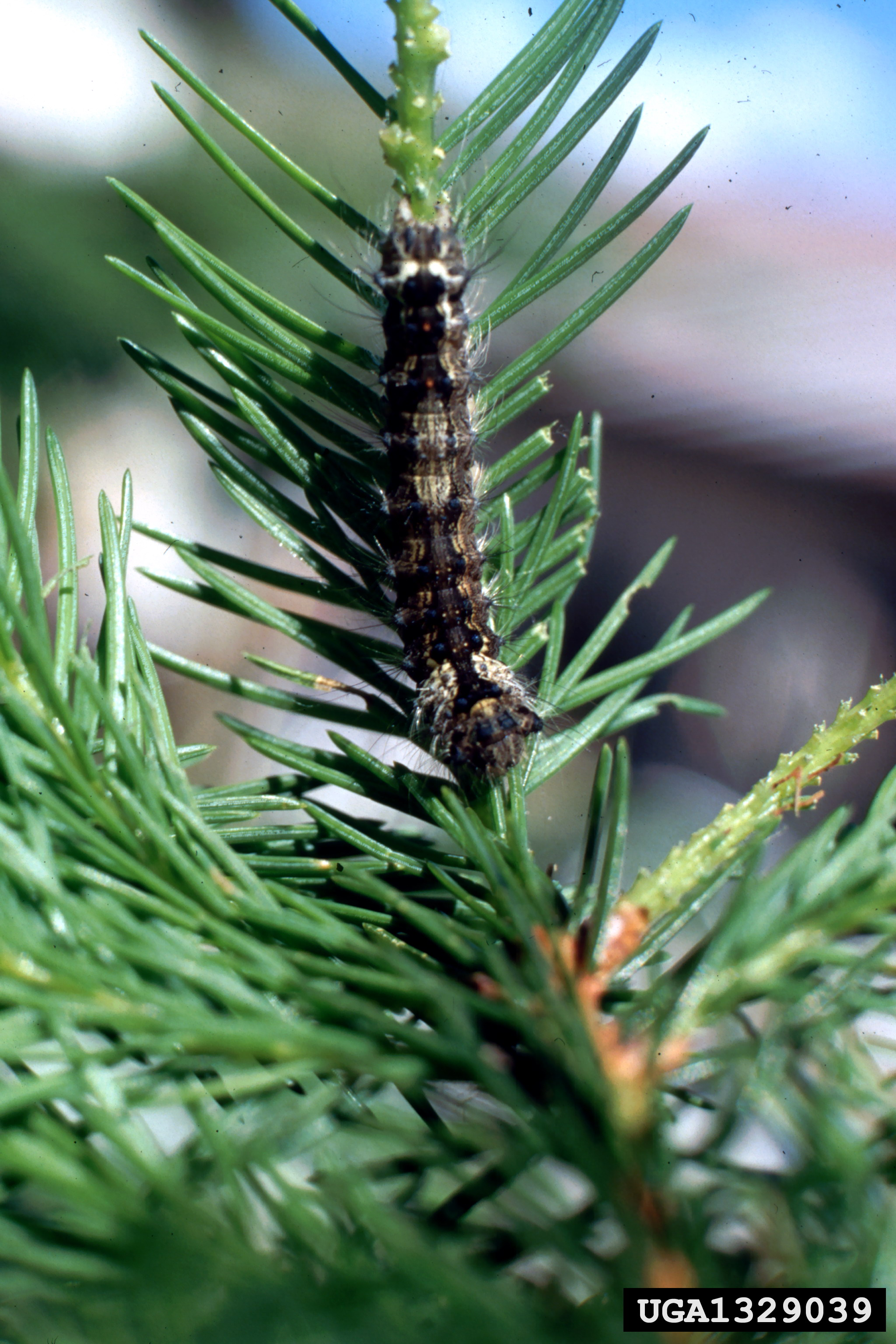
Rups
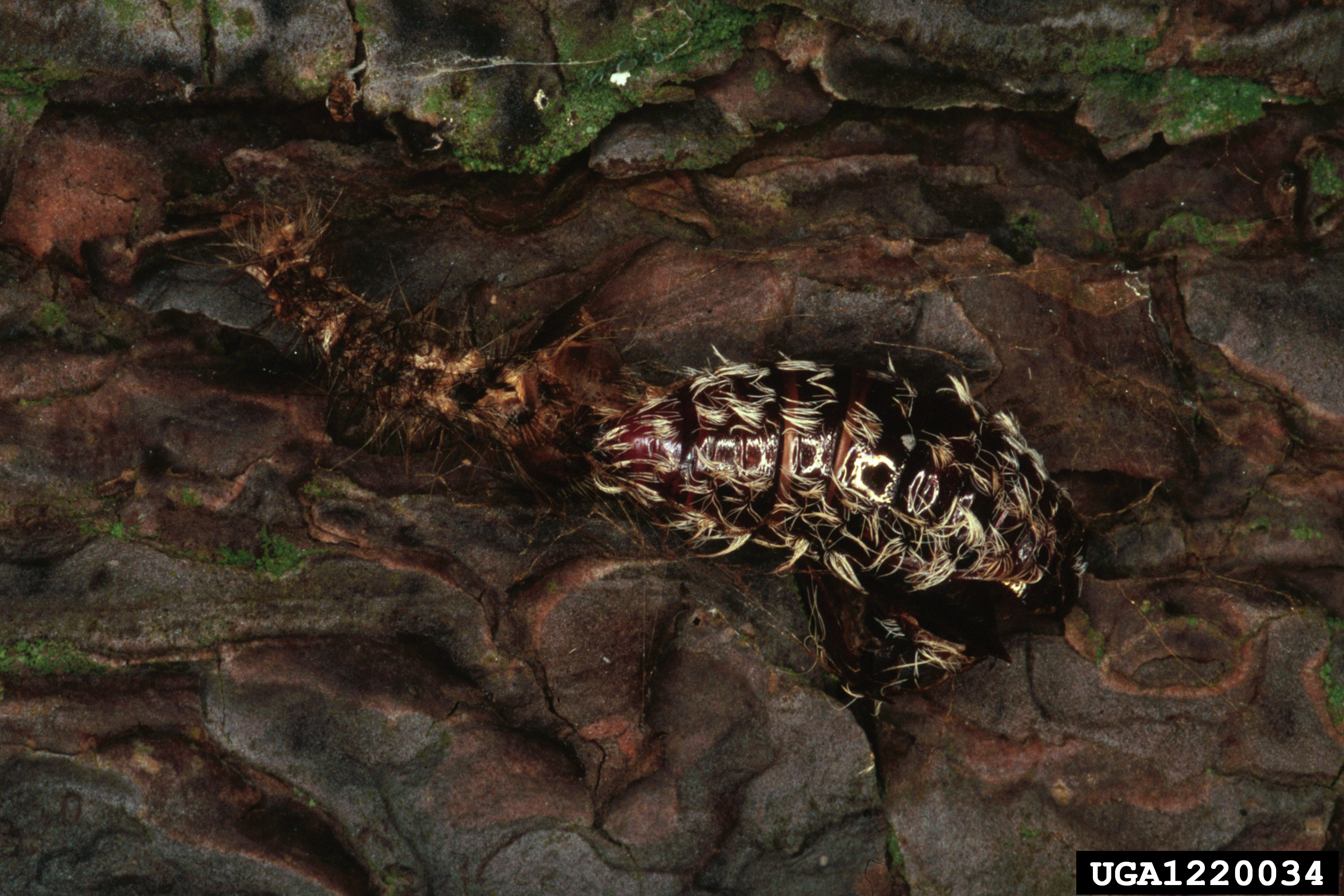
Pop